# SSM-700K C-Star
El SSM-700K C-Star (Haeseong) (Hangul: 해성, Sea Star) es un misil de crucero antibuque superficie-superficie lanzado desde un buque y desarrollado por la Agencia para el Desarrollo de la Defensa de Corea del Sur (ADD), LIG Nex1 para la Armada de la República de Corea en 2003. Los misiles están desplegados en destructores clase Chungmugong Yi Sun-sin (KDX-II) y clase Sejong el Grande (KDX-III) desde 2006, cada uno con 8 y 16 de los misiles, respectivamente, y en fragatas de la clase Ulsan.